# إريك هايسر
إريك هايسر هو ممثل مكسيكي ولد في 13 ديسمبر 1980.